# Sianowo (gromada)
Sianowo – dawna gromada, czyli najmniejsza jednostka podziału terytorialnego Polskiej Rzeczypospolitej Ludowej w latach 1954–1972.
Gromady, z gromadzkimi radami narodowymi (GRN) jako organami władzy najniższego stopnia na wsi, funkcjonowały od reformy reorganizującej administrację wiejską przeprowadzonej jesienią 1954 do momentu ich zniesienia z dniem 1 stycznia 1973, tym samym wypierając organizację gminną w latach 1954–1972.
Gromadę Sianowo z siedzibą GRN w Sianowie utworzono – jako jedną z 8759 gromad na obszarze Polski – w powiecie kartuskim w woj. gdańskim na mocy uchwały nr 17/III/54 WRN w Gdańsku z dnia 5 października 1954. W skład jednostki weszły obszary dotychczasowych gromad Sianowo, Głusino, Kolonia, Staniszewo, Stara Huta i Sianowska Huta (bez osady Hejtus i obszarów leśnych położonych na południe od drogi prowadzącej z Pomieczyńskiej Huty do Garcza) ze zniesionej gminy Sianowo oraz szereg parcel z obrębu Kożyczkowo z dotychczasowej gromady Kożyczkowo ze zniesionej gminy Chmielno w tymże powiecie; ponadto osada Borowiec z dotychczasowej gromady Będargowo ze zniesionej gminy Wielki Donimierz w powiecie wejherowskim w tymże województwie. Dla gromady ustalono 21 członków gromadzkiej rady narodowej.
Na mocy uchwały Nr 9/XI/56 WRN w Gdańsku z 16 maja 1956, zatwierdzonej uchwałą Nr 559/56 Rady Ministrów z 11 września 1956, do gromady Sianowo włączono obszar parcel kat. Nr Nr 34, 92/40, 93/39, 94/35, 95/38, 96/37, 97/37, 98/36, 99/35, 100/39, 101, 4 i 28-33 (karta map Nr 1, obręb Mirachowo Leśne) oraz Nr Nr 106-112 i 128 (karta map Nr 1, obręb Pomieczyńska Huta) z gromady Prokowo w tymże powiecie.
1 stycznia 1960 do gromady Sianowo włączono obszar zniesionej gromady Mirachowo oraz miejscowości Pomieczyńska Huta, Sitna Góra i Nowiny ze zniesionej gromady Prokowo w tymże powiecie.
1 stycznia 1962 z gromady Sianowo wyłączono miejscowości Ucisk i Sytna Góra, włączając je do gromady Dzierżążno z siedzibą w Kartuzach w tymże powiecie.
Gromada przetrwała do końca 1972 roku, czyli do kolejnej reformy gminnej. 1 stycznia 1973 w powiecie kartuskim w woj. gdańskim reaktywowano zniesioną w 1954 roku gminę Sianowo (zlikwidowaną ponownie w 1976).